# يوشيو هارادا
يوشيو هارادا (باليابانية: 原田芳雄) (و. 1940 – 2011 م) هو ممثل، ومغني، من اليابان، ولد في أداتشي، طوكيو، توفي في طوكيو، عن عمر يناهز 71 عاماً بسبب ذات الرئة.

## اعماله

### افلام
- مستمر بالمشي (2008)
- معجزة (2011)

## جوائز
حصل على جوائز منها:
- Japan Academy Film Prize for Outstanding Performance by an Actor in a Leading Role [الإنجليزية]‏، عن عمل: Someday (2011 film) [الإنجليزية]‏ (2012)
- الميدالية بنفسجية الشريط  [لغات أخرى]‏ (2003)
- وسام الشمس المشرقة.

## وصلات خارجية
- يوشيو هارادا على موقع IMDb (الإنجليزية)
- يوشيو هارادا على موقع روتن توميتوز (الإنجليزية)
- يوشيو هارادا على موقع قاعدة بيانات الأفلام العربية
- يوشيو هارادا على موقع ألو سيني (الفرنسية)
- يوشيو هارادا على موقع ميوزك برينز (الإنجليزية)
- يوشيو هارادا على موقع أول موفي (الإنجليزية)
- يوشيو هارادا على موقع قاعدة بيانات الأفلام السويدية (السويدية)
- يوشيو هارادا على موقع ديسكوغز (الإنجليزية)
- يوشيو هارادا على موقع قاعدة بيانات الفيلم (الإنجليزية)
- يوشيو هارادا على موقع كينوبويسك (الروسية)